# ガルゴイレオサウルス
ガルゴイレオサウルス（ガーゴイレオサウルス、Gargoyleosaurus 「ガーゴイル」+「トカゲ」）は、完全な状態の化石が知られる最古の曲竜類の一つである。頭骨の長さは29 cm、全長は3 m-4 mと推定されている。体重は1 tほどであった。ホロタイプ標本はワイオミング州、オールバニ郡のボーン・キャビン発掘地（en）西部にあるモリソン累層の上部ジュラ系、キンメリッジ階-チュートン階の地層から発見された。
タイプ種 G. parkpinorum（原記載ではG. parkpini）は1998年にケネス・カーペンターらにより記載された。G. parkpinorumの復元骨格はデンバー自然科学博物館（en）で見ることができる。ガルゴイレオサウルスの化石はモリソン累層の層序領域2で発見されている。

## ホロタイプ

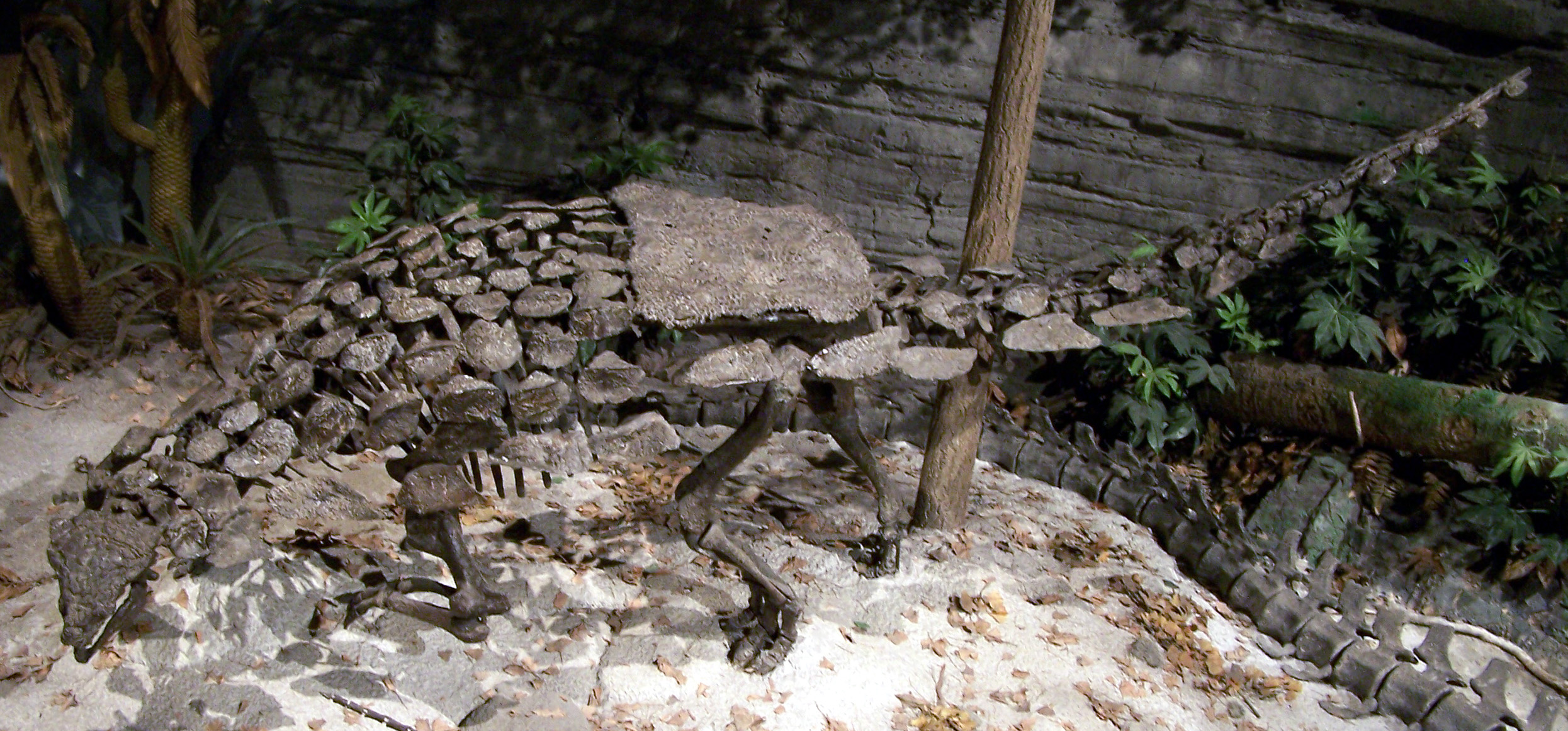
サンクス・ギビング・ポイントの古代生命博物館（en）にある骨格のキャスト

タイプ種Gargoyleosaurus parkpinorumのホロタイプ標本は1996年にWestern Paleontology Labsにより収集され、現在はコロラド州、デンバーのデンバー自然科学博物館に収蔵されている。ホロタイプに加え2つの別の部分骨格が知られている（未記載）。ホロタイプはほぼ完全な頭骨と部分的な首から後の骨格で構成されている。この標本は初め、1998年にカーペンター、マイルスおよびクロワードによりGargoyleosaurus parkpiniとして記載されたが、属格語尾に誤りがあったためICZNの条31.1.2に従って2001年にカーペンターにより正しい綴りに訂正された。

## 分類
頭骨を含む骨格の大部分が発見されており、著しく三角形な方形頬骨（en）や鱗状骨（en）など頭骨に独特の造形をもつ。さらにこのタクソンは以下の特徴で特徴付けられる。（腹側から見て）吻部が狭いこと、7つ円錐形の前上顎骨（en）歯があること、不完全な骨質の鼻の隔壁があること、直線状に並ぶ鼻の空洞があること、二次口蓋が無いことが上げられる。また皮骨に関しては2対の共骨化した頸部のプレートと多数の細長い円錐状の棘がある。
アンキロサウルス科とノドサウルス科の中間的な特徴を持ち、ポラカントゥスやガストニアなどとともにポラカントゥス科を構成する説もある。一方でVickaryous et al. (2004) ではアンキロサウルス科に配置され、他の全てのアンキロサウルス科の姉妹群である（すなわちアンキロサウルス科に属している）という、ほとんどの以前の系統仮説に一致していた。しかしこの研究は、頭骨についてのみのものであり首から後の特徴がポラカントゥス科特有のものであることに反している。

## 参照
1. ↑  D. E. Fastovsky、D. B. Weishampel『恐竜学入門 ─かたち・生態・絶滅─』東京化学同人、2015年、96, 371頁。ISBN 978-4-8079-0856-1。
2. 1 2  Benton, Michael J. (2012). Prehistoric Life. Edinburgh, Scotland: Dorling Kindersley. p. 278. ISBN 978-0-7566-9910-9
3. 1 2  Carpenter, K., Miles, C. and Cloward, K. (1998). "Skull of a Jurassic ankylosaur (Dinosauria)." Nature 393: 782-783.
4. ↑  Foster, J. (2007). "Appendix." Jurassic West: The Dinosaurs of the Morrison Formation and Their World. Indiana University Press. pp. 327-329.
5. ↑  Carpenter, K. (2001). “Phylogenetic analysis of the Ankylosauria”. In: Carpenter, K. (ed.) The Armored Dinosaurs. pp. 454–483. Indiana University Press, Bloomington.
6. ↑  Killbourne, B. and Carpenter, K. (2005). "Redescription of Gargoyleosaurus parkpinorum, a polacanthid ankylosaur from the Upper Jurassic of Albany County, Wyoming". Neues Jahrbuch für Geologie und Paläontologie, 237, 111-160.
7. ↑  Vickaryous, Maryanska, and Weishampel (2004). "Ankylosauria". in The Dinosauria (2nd edition), Weishampel, D. B., Dodson, P., and Osmólska, H., editors. University of California Press. pp. 363–392.